# Midnight Life
Midnight Life est un film américain réalisé par Scott R. Dunlap et sorti en 1928.

## Fiche technique
- Autre titre : The Man Higher Up
- Réalisation : Scott R. Dunlap
- Scénario : Adele Buffington d'après le roman The Spider's Web de Reginald Wright Kauffman
- Production : Gotham Company
- Distribution : Lumas Film Corp.
- Durée : 50 minutes (5 bobines)[1].
- Date de sortie : 28 août 1928

## Distribution
- Francis X. Bushman : Jim Logan
- Gertrude Olmstead : Betty Brown
- Edward Buzzell : Eddie Delaney
- Monte Carter : Steve Saros
- Cosmo Kyrle Bellew : Harlan Phillips
- Carlton S. King